# Цилиндрическая волна
Цилиндри́ческая волна́ — модель волнового процесса, волна, радиально расходящаяся от некоторой прямой в пространстве или сходящаяся к ней. Частным случаем цилиндрической волны на плоскости является круговая волна, расходящаяся от точки (сходящаяся к ней).
Фронт цилиндрической волны — цилиндрическая поверхность, на оси которой расположен источник, например, имеющий форму нити, то есть бесконечно тонкий и прямолинейный. Распространение фронта такой волны в пространстве можно сравнить с цилиндрической поверхностью, непрерывно увеличивающей свой радиус. Примером цилиндрической волны может служить волновой процесс на поверхности воды от колеблющегося поплавка, а также электромагнитная волна, создаваемая в ближней зоне линейной синфазной антенной.

## Определение
Простейшая монохроматическая симметричная цилиндрическая волна с источником в центре удовлетворяет двумерному волновому уравнению и описывается с помощью функции Ганкеля нулевого порядка:
| {\displaystyle u(r,t)=H_{0}(kr)\cdot e^{i\omega t},} | (1.1) |

где {\displaystyle H_{0}(kr)} — функция Ганкеля нулевого порядка;
{\displaystyle i} — мнимая единица;
{\displaystyle \omega } — круговая частота;
{\displaystyle k} — волновое число;
{\displaystyle r} — расстояние от оси.
На больших расстояниях от оси — то есть при {\displaystyle kr\rightarrow \infty } волновое поле (1.1) приобретает вид
| {\displaystyle u({\overrightarrow {r}},t)={\cfrac {u_{0}}{\sqrt {r}}}\cdot e^{i(\omega t-kr)}.} | (1.2) |

## Свойства
- По мере удаления от осциллятора амплитуда убывает гиперболически;
- Так как площадь боковой поверхности цилиндра {\displaystyle \thicksim r}, то поток функции {\displaystyle u(r,t)} остаётся постоянным;
- В форме записи (1.2) можно выделить амплитуду волны {\displaystyle {\cfrac {A}{\sqrt {r}}},} фазу {\displaystyle \omega t-kr=\omega (t-{\cfrac {r}{u_{\Phi }}}),} где {\displaystyle u_{\Phi }} — фазовая скорость плоской волны.